# Lâm Nghi
Lâm Nghi (giản thể: 临沂; phồn thể: 臨沂; bính âm: Línyí) là một địa cấp thị ở phía Nam của tỉnh Sơn Đông, Trung Quốc. Lâm Nghi là địa cấp thị lớn nhất ở Sơn Đông, giáp Nhật Chiếu về phía Đông, Duy Phường về phía Đông-Bắc, Truy Bác về phía Bắc, Thái An về phía Tây Bắc, Tế Ninh về phía Tây, Tảo Trang về phía Tây Nam, và tỉnh Giang Tô về phía Nam.

## Hành chính

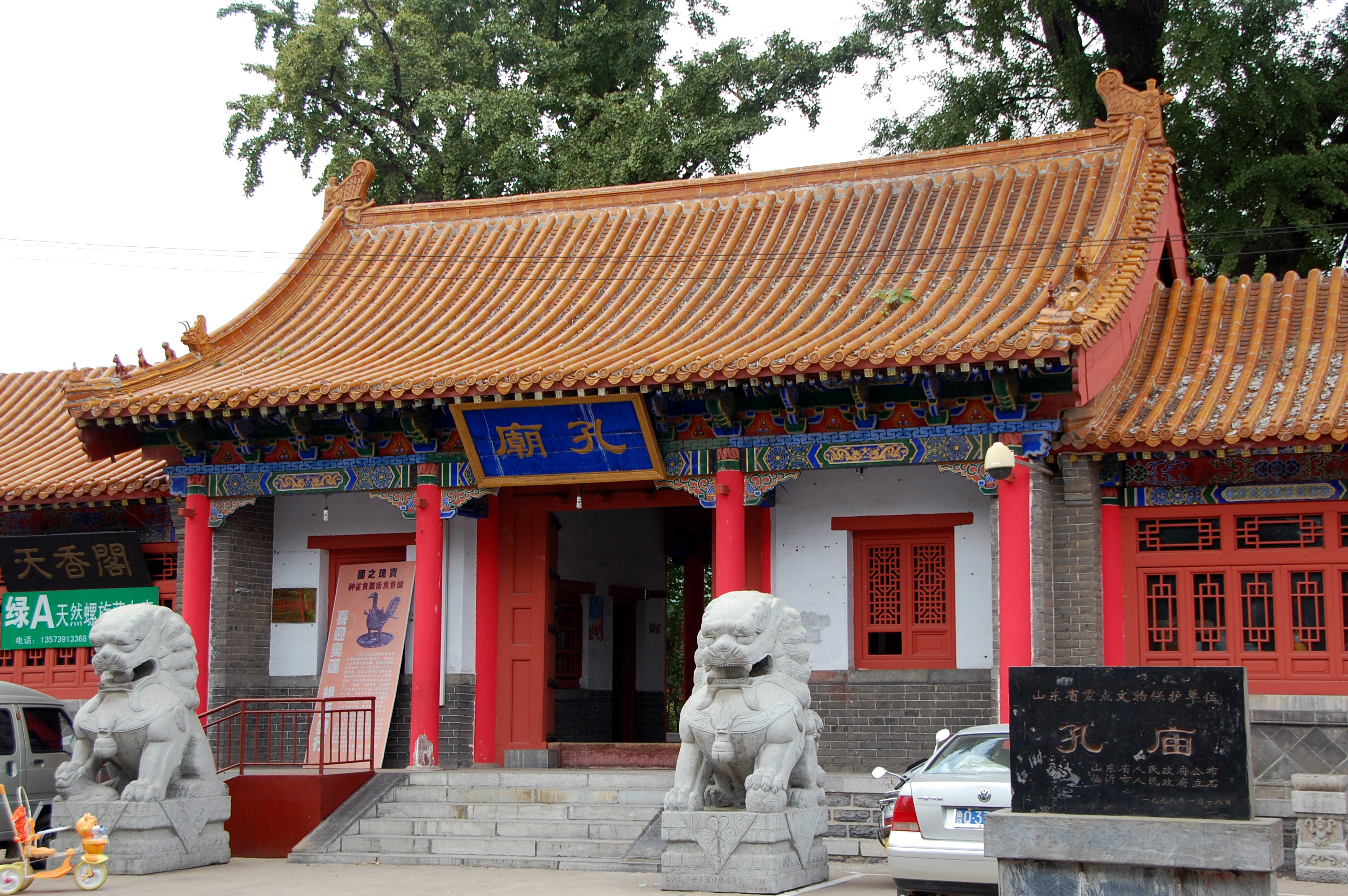
Đền Khổng Tử, Lâm Nghi

Địa cấp thị Lâm Nghi quản lý 12 đơn vị cấp huyện, bao gồm 3 quận nội thành và 9 huyện.
- Khu Lan Sơn (兰山区)
- Khu La Trang (罗庄区)
- Khu Hà Đông (河东区)
- Huyện Đàm Thành (郯城县)
- Huyện Lan Lăng (兰陵县)
- Huyện Cử Nam (莒南县)
- Huyện Nghi Thủy (沂水县)
- Huyện Mông Âm (蒙阴县)
- Huyện Bình Ấp (平邑县)
- Huyện Phí (费县)
- Huyện Nghi Nam (沂南县)
- Huyện Lâm Thuật (临沭县)

Các đơn vị này lại được chia ra thành 181 đơn vị cấp hương.

## Lịch sử
Lâm Nghị có 2400 năm lịch sử. Thập niên 1970, bộ Binh pháp Tôn Tử của Tôn Tử được khai quật ở đây. Lâm Nghi cũng là quê gốc Gia Cát Lượng
Mùa Xuân năm 1938, trong thời kỳ Chiến tranh Trung-Nhật thứ hai, thành phố là nơi giao chiến ác liệt giữa quân Trung Hoa và quân Nhật Bản. Quân Trung Hoa được cổ vũ bởi thành công của quân mình ở trận chiến Đài Nhi Trang, đã quyết liệt bảo vệ Lâm Nghi nhưng quân Nhật đã phá thành vào ngày 10 tháng 4 năm 1938. Quân bảo vệ thành trong ngày hôm sau đã rút đến một khu vực giao tranh cách đó 30 dặm. Sau khi Cộng hòa Nhân dân Trung Hoa được thành lập tháng 10 năm 1949, các đơn vị hành chính đã được điều chỉnh.

## Địa lý và khí hậu
Lâm Nghi có khí hậu ôn hòa và lượng mưa cao. Địa hình có đồi, núi, đồng bằng, với mỗi loại địa hình chiếm một tỷ lệ ngang nhau. Diện tích 17.184 km² và tổng dân số gần 10 triệu người, khiến Lâm Nghi là đơn vị hành chính lớn nhất về mặt dân số và diện tích thuộc Sơn Đông.

## Kinh tế
Kinh tế Lâm Nghi dựa trên thị trường bán sỉ, Lâm Nghi xếp thứ 3 về doanh số bán sỉ trong các đơn vị địa cấp thị ở Trung Quốc với doanh số bán sỉ mỗi năm 40 tỷ Nhân dân tệ (~5 tỷ USD). Lâm Nghi có hơn 1500 làng chuyên môn hóa, hơn 80 trấn chuyên môn hóa và gần 800 doanh nghiệp nông nghiệp công nghiệp hóa.
Năm 2002, GDP của địa cấp thị này là 71 tỷ Nhân dân tệ (16 tỷ USD), bao gồm 12 tỷ từ công nghiệp sơ cấp, 34 tỷ từ công nghiệp thứ cấp và 25 tỷ từ công nghiệp đệ tam cấp. Các sản phẩm công nghiệp chính: dệt, thực phẩm, máy móc, điện tử, hóa chất, vật liệu xây dựng, than, vàng và sứ. Năm 2003, có 77 doanh nghiệp với lợi nhuận trước thuế hơn 1,25 triệu USD. Lâm Nghi có công suất sản xuất mỗi năm 3 triệu tấn phân hóa học.